# Pete Finestone
Peter Finestone (Los Angeles, 11 giugno 1964) è un batterista statunitense.
È stato il secondo batterista dei Bad Religion in cui ha suonato dal 1981 al 1982 e dal 1984 al 1991, anno in cui ha lasciato il gruppo per concentrarsi sulla sua altra band, i The Fishermen, lasciando il posto a Bobby Shayer.
Nel 2003 è salito sul palco con i Bad Religion per suonare Fuck Armageddon... This is Hell; collabora con i Jackass ed i Black On Sunshine.